# Frkašić
Frkašić – wieś w Chorwacji, w żupanii licko-seńskiej, w gminie Udbina. W 2011 roku liczyła 33 mieszkańców.